# Панхроматски снимак
Панхроматски снимак је снимак за чију се израду користи панхроматски филм. То је врста црно белог фотографског филма, који је осетљив на све таласне дужине видљиве светлости. Стога, панхроматски снимак приказује реалну слику снимане појаве. Скоро сви модерни фотографски филмови су панхроматски, међутим неки су и ортохроматски и нису осетљиви на одређене таласне дужине светлости. Као природне, сребро халогенидске емулзије су много осетљивије на плаву и ултраљубичасту светлост, него на зелену и црвену. Немачки хемичар Вогел открио је како да побољша осетљивост, најпре на зелену, а затим и на наранџасту боју, додавањем осетљивих боја емулзији. Ипак, његова техника побољшања панхроматских филмова је потпуно заживела тек раних 1900-тих година, убрзо након његове смрти. 
Дигитални панхроматски снимци Земљине површи добијају се од модерних сателита, као што су QuickBird и ИКОНОС. Ови снимци су вишеструко корисни, због тога што имају много бољу резолуцију од мултиспектралног снимка истог сателита. На пример, QuickBird снима панхроматске снимке, са резолуцијом од 0.6 m, док је просторна резолуција мултиспектралног снимка 2.4 m.